# Susan Cain
Susan Horowitz Cain (nascida em 1968) é uma escritora e conferencista norte-americana, autora do livro O Poder dos Quietos, onde afirma que a cultura ocidental moderna não compreende, e subestima, as qualidades e a capacidade das pessoas introvertidas.

## Carreira prévia
Cain formou-se pela Universidade de Princeton com um Bacharelado em artes (Inglês) no ano de 1989 e obteve o seu título de Juris Doctor pela Harvard Law School em 1993. Ela trabalhou inicialmente como advogada, então como consultora de negócios como dona e diretora da The Negotiation Company. Cain tem atuado como contribuinte e integrante da equipe e do corpo docente do Instituto Woodhull para a Liderança Ética, uma organização educacional sem fins lucrativos.
Cain abandonou sua carreiras no direito societário e seu trabalho de consultoria em favor de uma vida mais quieta, escrevendo em sua casa na companhia de sua família. Ela escreveu depois que se recordava de seus anos advogando em Wall Street "como um tempo passado num país estrangeiro."

## Motivação paraO poder dos quietos
Quando lhe perguntaram o que faria se não fosse uma escritora, Cain respondeu que seria uma psicóloga dedicada à pesquisa, afirmando ter uma curiosidade insaciável pela natureza humana. Seu interesse em escrever sobre introversão  parece ter derivado de sua própria dificuldade de expressar-se em público, o que, segundo ela, fez de sua passagem pela Harvard Law School "uma provação."
No período em que advogava, Cain percebeu que havia algumas pessoas fazendo bom uso de traços de personalidade semelhantes aos dela, e que o gênero per se não explicava tais traços. Eventualmente, ela entendeu que os conceitos de introversão e extroversão forneciam a "linguagem para falar de questões de identidade" que faltara até então.
A autora explicou que ao escrever O Poder dos Quietos ela se sentia estimulada pelas paixão e pela indignação que imaginava terem estimulado a escrita do livro feminista The Feminine Mystique., publicado em 1963. Ela comparou os introvertidos de hoje às mulheres daquele tempo — cidadãs de segunda classe com enormes quantidades de talento inexplorado. Afirmando que a maioria dos introvertidos não percebe que eles têm empregado o próprio tempo de maneiras que não lhes agradam, e feito isso a vida inteira, Cain explicou que ela estava tentando ajudar às a reconhecer, interiormente, o direito de ser quem elas são.
Cain acrescentou que, para ela, O Poder dos Quietos não era apenas um livro mas uma missão. Especificamente, disse que tinha interesse de trabalhar com pais e professores de crianças introvertidas, e também atuar na remodelagem da cultura e do design dos locais de trabalho, particularmente substituindo o que ela chama de "O Novo Pensamento de grupo" por um contexto mais estimulante para o pensamento aprofundado e a reflexão individual.

## O poder dos quietos

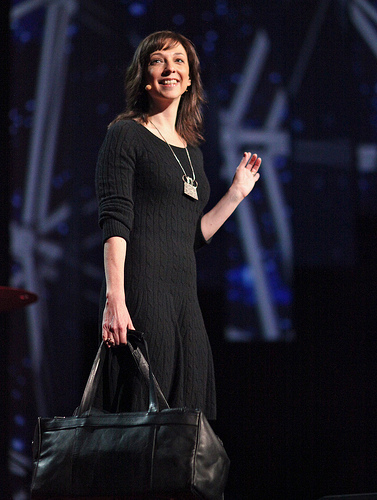
Cain discursando em sua conferência de TED em 2012 com a maleta que usou como metáfora para representar os tesouros, as memórias, as atividades e os pensamentos que fazem as pessoas serem o que são. A maleta da autora continha livros.

O Chicago Tribune apontou que Cain, que se descreve como uma introvertida, enfrentou sua própria introversão no período em que trabalhava como advogada em Wall Street, antes de escrever O Poder dos Quietos. De sua parte, ela descreveu o tempo em que trabalhou na criação do livro — sete anos de leitura, pesquisa e reflexão — como uma "bênção completa".
A pesquisa de Cain foi publicada no ano que precedeu a publicação de seu livro, e também nos meses seguintes. Em seu discurso na conferência TED de fevereiro de 2012, Cain confirmou o seu comentário, feito em abril de 2011, de que o ano seguinte seria o seu Ano de Falar Perigosamente (Year of Speaking Dangerously), para o qual treinaria "como se estivesse se preparando para uma maratona" com vistas a se tornar a melhor e mais corajosa palestrante que poderia ser.
Ela escreveria depois que seu ano de preparação tinha se desdobrado em "três fases de temor crescente." Ela também afiliou-se à Toastmasters, e, com a aproximação da palestra, inscreveu-se num curso relâmpago de duas horas com o instrutor de conferências TED. Todavia, dizendo que as borboletas em seu estômago tinham se transformado em "nós espremedores de tripas", Cain trabalhou durante seis dias inteiros, logo antes da conferência, com um instrutor. Três meses depois, Cain ela diria que se tinha metamorfoseado no que chamou de "uma criatura impossivelmente oximorônica: o Introvertida Pública". Steven Levy, da Wired, comentou que "a introvertida foi muito bem em sua fala,", tendo sido aplaudida de pé pelos ouvintes. O vídeo da conferência recebeu seu primeiro milhão de visualizações mais rapidamente que o de qualquer outra conferência TED, e no prazo de nove meses passou a se classificar entre os vinte primeiros vídeos mais assistidos (dos 1380).
O artigo de Nathan Heller na The New Yorker listou a palestra de Cain entre as cinco principais conferências TED que, segundo ele, dão exemplo do apelo da série de preleções, referindo-se à apresentação da autora, sustentada por um argumento contraintuitivo baseado em dados, como uma peça teatral em miniatura. Por volta do primeiro aniversário da palestra, Mitch Joel, da Harvard Business Review, listou-a entre as "10 conferências TED que serão de auxílio à reimaginação de seu negócio." Megan Garber, da The Atlantic Monthly, observou que as ideias divulgadas nessas conferências são definidas pela persona do conferencista que as apresenta, citando Cain em particular como representante da ideia do poder da introversão num mundo otimizado para os extrovertidos.
Após uma semana da publicação do livro, Jenna Goudreau, da Forbes, escreveu que O Poder dos Quietos tinha aparecido em vários dos veículos midiáticos de grande porte e tinha sido extensivamente divulgado na Internet. Goudreau fez notar que os leitores da obra afirmavam que tinham se sentido valorizados e notados pela primeira vez. Antes antes do livro ter alcançado a quarta posição na lista dos mais vendidos do The New York Times, Debra Donston-Miller, da InformationWeek, escreveu sobre como a ideia de introversão e extroversão estava sendo amplamente discutida, em grande parte graças ao livro cuja autora "estava circulando na mídia."
Após a publicação de O Poder dos Quietos Cain palestrou em conferências sobre liderança, gerenciamento, treinamento e educação, incluindo eventos nos Estados Unidos afora e em outros países. No final de 2012, seu livro tendo sido citado em várias listas dos "Melhores de 2012", Cain foi nomeada para o top 5 de alunos de Princeton presentes em noticiários naquele ano, além de aparecer no documentário Makers, produzido pela PBS-AOL, que reconhecia mulheres inovadoras.
No ano seguinte à sua primeira conferência TED, Cain iniciou uma turma para um curso expressão e comunicação em público destinado a introvertidos, com ênfase na autenticidade ao invés do espetáculo.
A Toastmasters concedeu a Cain o "Prêmio Golden Gavel" de 2013, oferecido anualmente a um indivíduo que se tenha distinguido nas áreas de comunicação e liderança. Ela também recebeu o prêmio "Celebration 60", da Harvard Law School, em 2013, e em maio de 2014 foi mencionada pela revista Inc. numa lista dos 50 especialistas em liderança e gerenciamento mais influentes.
Cain foi uma das "estrelas TED", apresentando-se uma segunda vez na conferência do trigésimo aniversário da organização, em março de 2014.
Ela colabora com a companhia Steelcase no planejamento de locais de trabalho que incluam áreas de quietude onde os funcionários possam ter um tempo de privacidade, em contraste com escritórios abertos.

## The Quiet Revolution
Em sua segunda conferência TED, em 2014, Cain anunciou formalmente a fundação da The Quiet Revolution — organização destinada à transformação da arquitetura dos escritórios visando a combater a dissolução do foco e a redução da privacidade nos locais de trabalho modernos, estabelecendo o Quiet Leadership Institute para auxiliar organizações no treinamento de líderes introvertidos e na capacitação de crianças quietas. A organização foca em áreas que abrangem crianças, a vida e os espaços de trabalho, oferecendo também programas de treinamento e ferramentas de aprendizagem para serem empregadas pelas organizações contratantes no gerenciamento de seus funcionários. Quanto a ações mais específicas, a organização desenvolveu um curso online de educação para pais, criou uma coluna (compartilhada com outra marca) no The Huffington Post, um podcast, um website para prestar suporte à sua comunidade, incluindo seus escritores e defensores, e publicou livros, voltados ao público jovem, cujas heroínas são líderes quietas.

## Obra publicada
A edição original do livro de Cain, Quiet: The Power of Introverts in a World That Can't Stop Talking, foi lançada em 22 de janeiro de 2012; sua tradução para a língua portuguesa, O Poder dos Quietos foi publicada no Brasil pela Editora Agir, também em 2012.